# 両利き
両利き（りょうきき）は、手または足における器用さや運動能力の高さが、左右のどちらか片方に片寄る（利き手・利き足）ことなく両方ともに備わっている状態である。両手利き（りょうてきき）は、右手と左手を同じようにうまく使える能力のこと。この用語を人間について使う場合、その人が右手または左手の使用について顕著な好みを持っていないことを示す。道具に対して「（左右）両（手）利き」という用語を使う場合、それが右利きの人にも左利きの人にも等しく適していることを示す。両足利き（りょうあしきき）とは、右足と左足を同じようにうまく使える能力のこと。

## 概要
生まれつき両手利きの人は人口の約1%に過ぎない。現代では、もともと左利きで、意図的に（矯正）、または右利きの習慣が要求される学校や仕事での訓練の結果として、学んだ両利きと見なされる人の方が多い。クロスドミナンスとは、箸は左手で使うが、筆記は右手でおこなうなど、用途によって使い勝手のいい手が違うことを指す。多くの日用品（缶切りやはさみなど）は左右非対称で右利き用に設計されており、多くの左利きは、左利き用のモデルが希少または不足しているため、右手でそれらを使用することを学ぶ。したがって、左利きの人は、右利きの人よりも利き手ではない方の手で運動能力を発達させる可能性が高くなる。

## 道具
「両手利きナイフ」とは、折りたたみ式ナイフの開閉機構とロック機構を指す。また、釣り竿に取り付ける「スピニングリール」など、左右利き用それぞれに交換できる道具もある。反対の例として、一部のはさみは片側で使用するために特別に作られており、もう一方の手で使用すると正しく切れない。現在では、左利き用のはさみや、左右どちら利きも使えるユニバーサルデザインのはさみもある。

## 手書き
両手で書ける有名人としては、アルバート・アインシュタイン、ベンジャミン・フランクリン、ニコラ・テスラ、レオナルド・ダ・ヴィンチなどがいる。
インドのシングラウリ地区ブデラ村にはヴィーナ・ヴァンディーニ・スクールというユニークな両手利きの学校があり、生徒は両手で同時に書くことを教えられている。

## 医学と外科
「両手が自由に使える両手利きの子供は、右利きあるいは左利きの子供と比べ、小児期に精神衛生、言語、学業上の問題を呈する確率が高い」との研究結果が米医学誌に発表されている。
外科医は左手と右手でシングルノットまたはダブルノットで結ばなければならないため、手術にはある程度の両手利きが必要である。これは、外科医の位置、アシスタントがいるかどうか、結び目を作り固定するために必要な角度などによる。
両手利きは、利き手または利き腕の手術後にも便利である。患者は手術から回復している手と同じように利き手ではない手を使用できる。

## 音楽
ベートーヴェンやモーツァルトは両手利きだったとされている。
ドラムコーでは、スネアドラマー、テナードラマー、およびバスドラマーは、ある程度両利きである必要がある。作曲家/編曲者が書いたものに従わなければならないので、右手と左手でダイナミクスとスピードの点で均等に演奏することを学ばなければならない。ビートルズのドラマー、リンゴ・スターは左利きだが、右利き用のドラムキットを使用している。
アメリカのインストゥルメンタル・ギタリスト、マイケル・アンジェロは、右利きと左利きの両方のギターを上手に演奏できることで知られている。ワン・ダイレクションのアイルランド人ギタリスト、ナイル・ホーランは左手で書くが、右手でギターを弾く。ジミ・ヘンドリックスの両手利きは心理学界で研究されてきたが、彼は標準的な右利き用のギターを左弾きで演奏することで知られていた。ギタリストのデュアン・オールマンはヘンドリックスとは逆で、右弾きだが、他のすべては左利きだった。ニルヴァーナのフロントマンであるカート・コバーンは生まれつき両利きだった。彼は（子供時代の写真の多くに見られるように）左利きを少し好むように育ったが、大人になると右で書き、もっぱら左弾きでギターを演奏した。
ピアニストの反田恭平も両利きである。林逸欣は生まれつき左利きだが、ヴァイオリンとギターは右弾きである。彼女は右手でツィターを弾きながら、左手でピアノを弾くこともできる。
左利きのミュージシャンは右利き専用の楽器（バイオリン、ビオラ、チェロ）を弾かねばならない場合がある。

## 芸術
ほとんどのアーティストは利き手を持っているが、絵画や彫刻などの芸術分野で両手を使うアーティストもいる。レオナルド・ダ・ヴィンチは、幼少期に右手を負傷した後、両手を使っていたと考えられている。
現代アーティスト、Gur Kerenは両手と足でさえ絵を描くことができる。Thea Albaは有名なドイツ人で、10本の指すべてで文字を書くことができた。

## 職業
溶接工や電卓を使う職業などで、両利きやクロスドミナンスが有利とされる場合がある。

## スポーツにおける両手利き（片側に用具を持つもの）

### 野球
両手利きは、野球で高く評価されている。「スイッチヒッティング」は最も一般的な例であり、利き手が逆のピッチャーによって投げられた場合、打者が打撃を成功させる確率が統計的に高い。したがって、両手利きの打者は、自分にとってより有利な側から打つことができる。メジャーリーグベースボールの歴史の中で誰よりも多くのヒット数を記録したピート・ローズは、スイッチヒッターだった。
スイッチヒッターとは対照的に、スイッチピッチャーは珍しい。トニー・マレインは19世紀に284勝した。エルトン・チェンバレンとラリー・コーコランも注目すべき両手利きの投手だった。
20世紀で、左腕と右腕の両方で投球した唯一のメジャーリーグ投手はグレッグ・ハリスだった。自然な右利きだったが、1986年には試合でも左腕で十分に投げることができると感じていた。しかし左で投げることを許されたのは、1995年9月であり、キャリアの最後から2番目の試合だった。シンシナティ・レッズ戦で、ハリス（当時はモントリオール・エクスポス）はレジー・サンダースを右投げで凡退させ、左投げに切り替えた。ハル・モリスには四球を与えたが、エド・タウベンシーを内野ゴロに打ち取る。その後、また右投げに戻り、ブレット・ブーンを打ち取りイニングを終えた。
21世紀のメジャーリーグの両腕投げピッチャーは、シアトル・マリナーズのパット・ベンディットのみ。ベンディットは、2015年6月5日のボストン・レッドソックス戦でデビューし、21世紀初のスイッチピッチャーになった。彼が要因となり、打席の途中でピッチャーが投げる腕を変えることを禁じる、その名を冠した「ベンディット・ルール」が作られた。
ビリー・ワグナーは若い頃は生来の右投げ投手だったが、右腕を2回骨折した後、納屋の壁に向かって速球だけを投げることで左腕の使い方を独学した。彼は有力な左投げのリリーフピッチャーになり、時速100マイル以上の速球でよく知られる。1999年のシーズンに、ワグナーはヒューストン・アストロズの投手としてナショナルリーグのローレイズ・リリーフマン賞を受賞した。

### テニス
利き手でない方の手が使えれば、バックハンド側のボールに簡単に到達できる可能性がある。両手利きのプレーヤーにルーク・ジェンセンがいる。
エフゲニア・クリコフスカヤも両手利きのプレーヤーで、両フォアハンドのバックハンドなしでプレーし、ボールが来る場所に応じてラケットの持ち手を切り替えた。
ジャン＝マイケル・ギャンビルは右手でサーブを打ったが、フォアハンドとバックハンドを両手でプレーした。両手フォアハンドの他の有名な例は、ファブリス・サントロとモニカ・セレシュだ。セレシュのプレースタイルは、両手で両側を打つと同時に、常に（利き手である）左手をラケットの付け根に置いていたという点で珍しいものだった。これは、彼女がクロスハンドでフォアハンドを打ったことを意味する。現在、マリア・シャラポワも両利きであることが知られている。
生まれつき右利きだが左手でプレー、またはその逆のプレーヤーはたくさんいる。ラファエル・ナダルの場合、筆記には右手を使うが、テニスは左手でプレーする。

### バドミントン
非常にまれだが、両手利きのプレーヤーがラケットを手の間で切り替えることができ、多くの場合、厄介なバックハンドの隅にすばやく到達できる。バドミントンは非常に高速なスポーツであるため、プロレベルでは、プレーヤーはラケットを切り替える時間がない場合がある。

### 卓球
一部の卓球選手は、利き手でない手で打つ能力を利用して、利き手のバックハンドの手の届かないところのボールを返す。

### ビリヤード
ビリヤードでは、キューを体の左側または右側に配置する必要があるため、プレーヤーはどちらの手でもプレーできれば、テーブル上の遠い位置に届く。英国のスヌーカープレーヤー、ロニー・オサリバンは、現在のトップ・プロ・スヌーカーの中でも珍しい存在であり、どちらの手でも世界基準でプレーすることができる。右腕では厄介なショットやレストを必要とするショットを、（比較的力がないものの）左腕で撃つことができる。

### ゴルフ
一部のプレーヤー（特に左利きのプレーヤーが右利きのクラブを使用する場合）は、クロスドミナンスが有利であると感じている。左手でより正確な調整を行うことで、コントロールが向上し、より強力なショットが可能になると考えられている。
フィル・ミケルソンとマイク・ウィアーはどちらも右利きで、ゴルフは左打ちだ。ベン・ホーガンは反対で、自然な左利きでゴルフは右打ちだったし、クリスティー・カーもそうだった。これは、クロスドミナンスまたは両利きとして知られている。

### アイスホッケー
アイスホッケー選手は体の左側または右側からシュートすることがある。ほとんどの場合、右利きのプレーヤーは左にシュートし、同様に、ほとんどの左利きのプレーヤーは右にシュートする。これは、プレーヤーが片手でスティックを振ることが多いためである。通常、利き手はスティックの上部に配置して（野球のバットの持ち方とは逆）、スティックの取り扱いとパックのコントロールを向上させる。ゴーディ・ハウは、スティックの刃が曲がっていなかった時代に、両側のプレーができる数少ないプレーヤーの1人だった。
ゴールキーパーであるビル・ダーナンは、どちらの手でもパックをキャッチする能力を持っていた。彼はヴェジーナ賞を獲得し、その後ナショナルホッケーリーグのゴールキーパーとして、7シーズン中6回の最少ゴール数を記録した。彼は、トロントとモントリオールのチームでプレーして、横方向の動きの悪さを補うためにこの能力を身につけた。彼は、どちらの手でもスティックを保持できるカスタムグローブを着用していた。今日、ほとんどのゴールキーパーは、利き手ではない手でキャッチする。

### フィールドホッケー
フィールドホッケーでは選手は右利きを強いられている。ゲームのルール上、スティックの平らな面でのみボールを打つことができる。パキスタンナショナルホッケーチームのLaeeq Ahmed選手は、利き手である右手をスティックグリップの上に、左手を下にして、フルコマンドでプレーした。彼は1991年から1992年まで代表チームでプレーした。審判の混乱を避けるためか、左利き用のスティックはない。

### ラクロス
アメリカで普及しているフィールドラクロスでは、両手が使えることは非常に有利である。プレイヤーはフィールドの両側でプレーでき、防御するのが難しい。通常、フィールドラクロスでは、ゴールキーパーを除くすべてのプレーヤー、特に攻撃的なプレーヤーは、利き手でない手でもキャッチしてスローできることを求められる。ただし、カナダでより人気のあるボックスラクロスでは、選手はホッケーのように利き手のみを使用することがよくある。

### クリケット
クリケットで両腕を使えることは有益である。両手利きの野手は、どちらの手でも片手でキャッチまたはスローを行うことができる。負傷した選手は、守備のために腕を切り替えることもできる。

## スポーツにおける両手利き（片側に用具を持つもの以外）

### バスケットボール
バスケットボールでは、プレーヤーは利き手でない方の手でパスまたはショットを行うことを選べる。NBAスターのカイリー・アービング、カルロス・ブーザー、デビッド・リー、ジョン・ウォール、デリック・ローズ、チャンドラー・パーソンズ、アンドリュー・ボガット、ジョン・ヘンソン、マイケル・ビーズリーは、コービー・ブライアントと同様に両手利きの選手だ。
ビンス・カーターは右利きであることが知られており、ダンクの場合は時計回りに回転するが、高校時代と同じように反時計回りに回転することもできる。

### バレーボール
バレーボール選手は、ボールをどちらの方向にもコントロールし、基本的なプレーをするには、両手を使うことを求められる。どちらの手でもスパイクできるウィングスパイカーは、軌道を変えてレシーバーのタイミングをずらすことができる。

### 格闘技
格闘技の選手にとって、右利きのスタンスで左肩を前に出す「オーソドックス」か、左利きのスタンスで右肩を前に出す「サウスポー」か、対戦相手によって選択できるクロスドミナンスは有効である。
ボクシングでは、マニー・パッキャオはリングの外では両利きだが、リングではサウスポーのスタンスをとっている。また、総合格闘技では、リョート・マチダやアンデウソン・シウバのような生来の左利きのボクサーの多くが、相手のパンチやテイクダウンの試みに対抗するためにスタンスを切り替える。さらに、利き手が右手であるにもかかわらず、試合ではサウスポーのスタンスで戦うことを選択するファイターもいる。これは、利き手からの強力で正確なジャブを出すために行われ、コンビネーションの起点にしたり、攻撃中の相手を妨害するための最も重要なパンチである。ブルース・リーも、利き手を前方に向けて戦うこの方法を練習した。

### 自動車競技
プロのスポーツカーレースでは、アメリカとヨーロッパの両方でさまざまなイベントに参加するドライバーは、別側にハンドルが取り付けられているマシンを運転することがある。ステアリング能力と違い、ドライバーに対するシフトパターンが変化するため、シフトチェンジに使用する手は影響を受ける。

## スポーツにおける両足利き

### サッカー
サッカーでは、どちらの足でもキックできることで、パスと得点の両方の選択肢が増え、ピッチのどちら側でもプレーできるようになる。したがって、利き足でない足を上手に使う能力を持つ選手は、どのチームでも貴重である。
両足利きのサッカー選手には、アンドレアス・ブレーメ、ヨハン・クライフ、オバフェミ・マルティンス、ジャンルカ・パリューカ、サンティ・カソルラ、イヴァン・ペリシッチ、アダム・ララーナ、ディオゴ・ジョタ、アドリアーノ・コレイア、ペドロ・ロドリゲス、ディエゴ・フォルラン、グレン・ホドル、アルフレッド・ディ・ステファノ、ソクラテス、パオロ・マルディーニ、ジョージ・ベスト、ミカエル・ラウドルップ、ペレ、マルク・オーフェルマルス、ミシェル・プラティニ、ロベルト・バッジョ、カルロス・バルデラマ、ボビー・チャールトン、ジーコ、トム・フィニー、ジョン・バーンズ、ジョン・チャールズ、ウスマン・デンベレ、メイソン・グリーンウッド、ロナウド、クリスティアーノ・ロナウド、ジネディーヌ・ジダン、ウェイン・ルーニー、ケヴィン・デ・ブライネなどがいる。彼らのほとんどは実際には左足利きまたは右足利きだった。完全な両足利きは少ないが、両足に習熟している。

### フィギュアスケート
フィギュアスケートでは、ほとんどのスケーターは右利きのスケーターがスピンして左にジャンプし、左利きの場合はその逆だが、バレリーナの習慣にも関係している。オリンピックチャンピオンのフィギュアスケーター、ジョン・カリーは、反時計回りにジャンプしたが、時計回りにスピンした。ジャンプとスピンを両方向で行える能力を持っているスケーターはほとんどいない。
現在、ISUジャッジングシステムでは、逆方向に回転することはスピンの「難しいバリエーション」と見なされている。ミシェル・クワンは、彼女のプログラムのいくつかで、特徴的な動きとして逆回転のキャメルスピンを使用した。逆方向のジャンプや双方向のコンビネーション・ジャンプは、完璧にするのがはるかに難しいにもかかわらず、ポイントボーナスはない。時計回りから反時計回り、またはその逆のジャンプシーケンスを実行することはできない（エッジを変更する必要があるのに対し、コンボは同じエッジで維持されるため）。

### ボードスポーツ
スケートボードにおいて、利き足だけでなく、利き足でない方の足でもうまく滑れることを「スイッチ」と呼び、貴重な能力である。上級レベルのスノーボードでは、どちらでも同じようにうまく乗れる能力が必要である。

## スポーツにおける両利き

### 武道
伝統的な武道では、格闘技の選手と比較して、意図的に両手利きを高度に発達させた実践者が多い傾向がある。これは、定められたルールと選手の好みが反映される格闘技とは異なり、伝統的な武道ではより幅広い身体的課題が発生する護身術としての面もあるためである。
一部の学校では、全てまたはほとんどの技術と動きを両側で練習しているが、一部の技術は右または左でのみ訓練する必要があるとしている場合もある。これは、右利きの人が右側と左側で異なる動きをする等の理由が考えられる。ただし、最終的には両側にほぼ同等の注意を払う必要が出てくる。
特定の武器は片側に搭載されることが多い。たとえば、古代中国のほとんどの武器は、主に右手や右側で使用されていた。この伝統は、現代のこれらの武術の実践に引き継がれている。剣道では利き手に関わらず、右手右足前の構えが基本である。槍術を教えるほとんどの学校が「左前半身構え」で練習するが、「右前半身構え」の必要性も示されている。

### ラグビー
ラグビーリーグとラグビーユニオンでは、両手利きであることは、チームメイト間でボールをパスする場合に有利であり、両足を使用できることは、ボールを前に蹴ってフィールドポジションを獲得する場合に有利である。ジョニー・ウィルキンソンは、両足でのゴールキックが得意なユニオンプレーヤーの典型的な例だ。彼は左利きで、通常は左でキックを行うが、ラグビーワールドカップ2003の時は右足でドロップゴールを決めてチームを優勝へ導いた。ダン・カーターは実際には右利きだが、主に左で蹴り、時には右で蹴る。

### アメリカンフットボール
アメリカンフットボールでは、どちらの腕でもさまざまなタスクを実行できることが特に有利だ。両手利きのワイドレシーバーは、どちらの手でも片手でキャッチできる。ラインマンは肩をまっすぐに保ち、両腕で同程度の力を生み出すことができる。パンターは悪いスナップを処理し、どちらかの足でロールアウトしてパントすることができ、ブロックの可能性を制限できる。クリス・ハンソンはどちらの足でもパントできた。右利きのクォーターバックでも、インターセプトを避けるために左手でパスを実行する場合がある。

### プロレス
ショーン・マイケルズは両利きである。彼は通常、スウィート・チン・ミュージックでは右足で蹴るが、特徴的なエルボードロップは位置に応じて、どちらの腕も使える。